# ボリナージュ

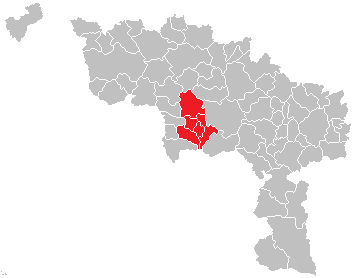
エノー州におけるボリナージュの位置

ベルギーにおけるエノー州の位置

ボリナージュ（Borinage）は、ベルギー南西部のモンスから南西に広がる地域の名称。ワロン地域・エノー州に属する。
中世から炭坑の採掘で栄えた。
1878年末から1880年にかけて、画家になる前のフィンセント・ファン・ゴッホが滞在し、伝道師としての活動を行ったことでも知られる。
現在では炭坑業は行われておらず、主要産業は金属工学（ジャマップ）、ガラス製品（ブッス）などである。

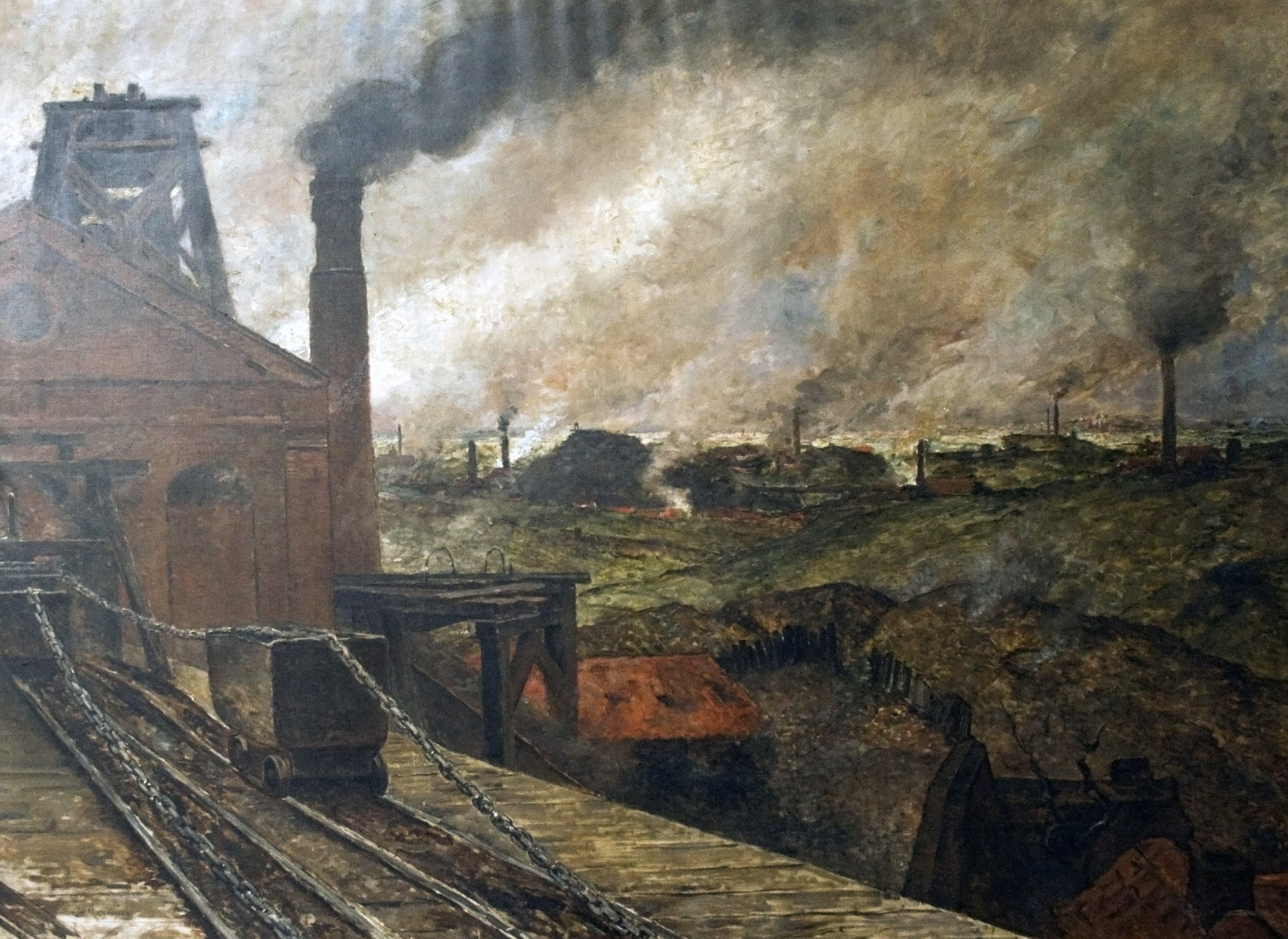
ボリナージュの炭坑街を描いた絵。
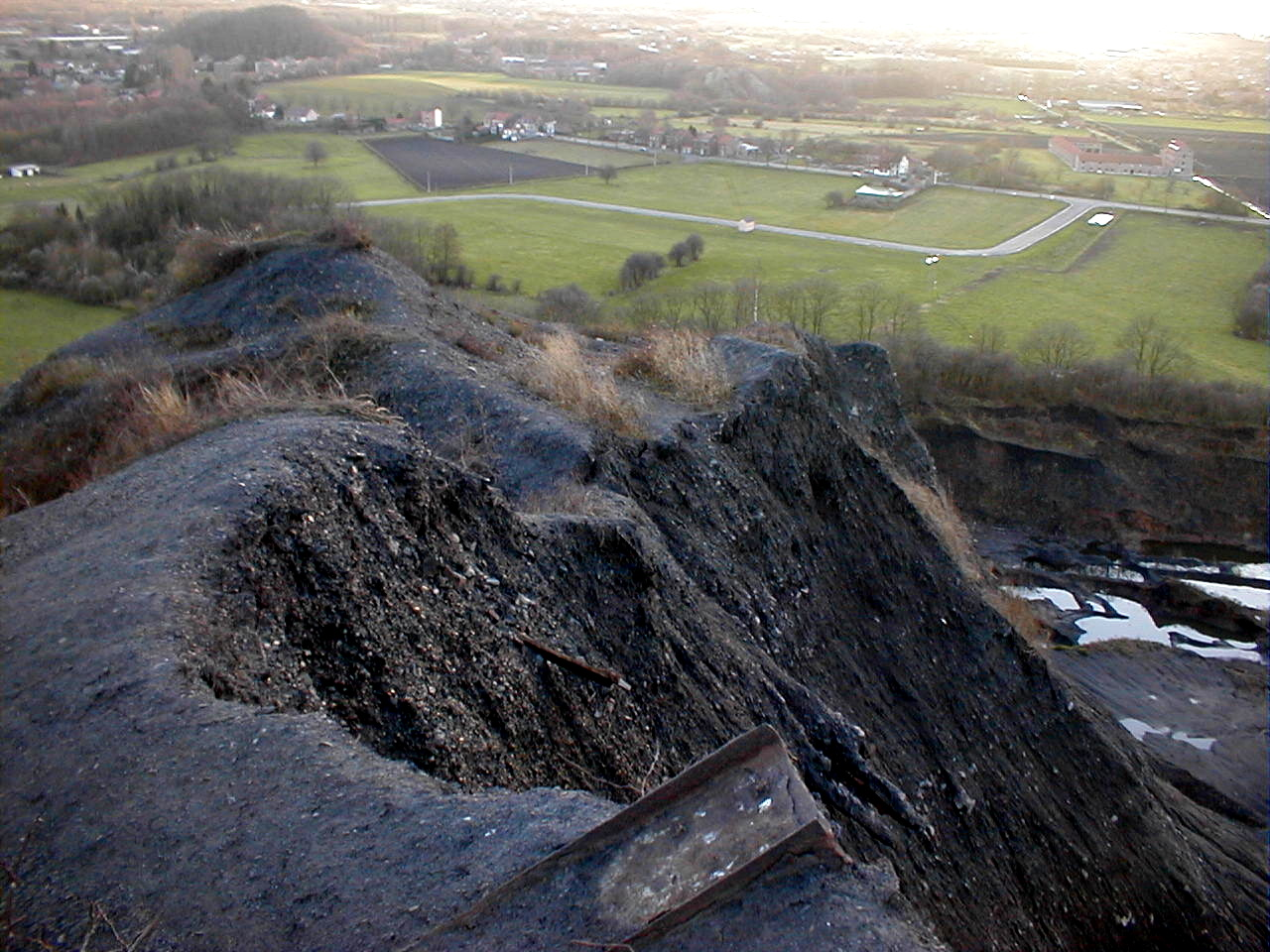
ボリナージュに残るボタ山。